# سينما الحمرا (يافا)

سينما الحمرا في يافا

سينما الحمرا في يافا هي واحدة من بين 17 دار سينما أقيمت في يافا وتعتبر أشهرها. تأسست في عام 1937 في شارع جمال باشا عام على يد مجموعة من رجال الإعلام، منهم محمد زكي عبده، ورضوان الحلاق، ومحمد سعيد العدلوني ومحمد موسى الحسيني. وكانت سينما الحمرا في يافا من أفخم دور السينما في فلسطين وعرضت أشهر أفلام السينما العربية والعالمية، إضافة للعروض المسرحية الكبيرة، واستضافت أيضا المهرجانات الوطنية.

## الخلفية التاريخية

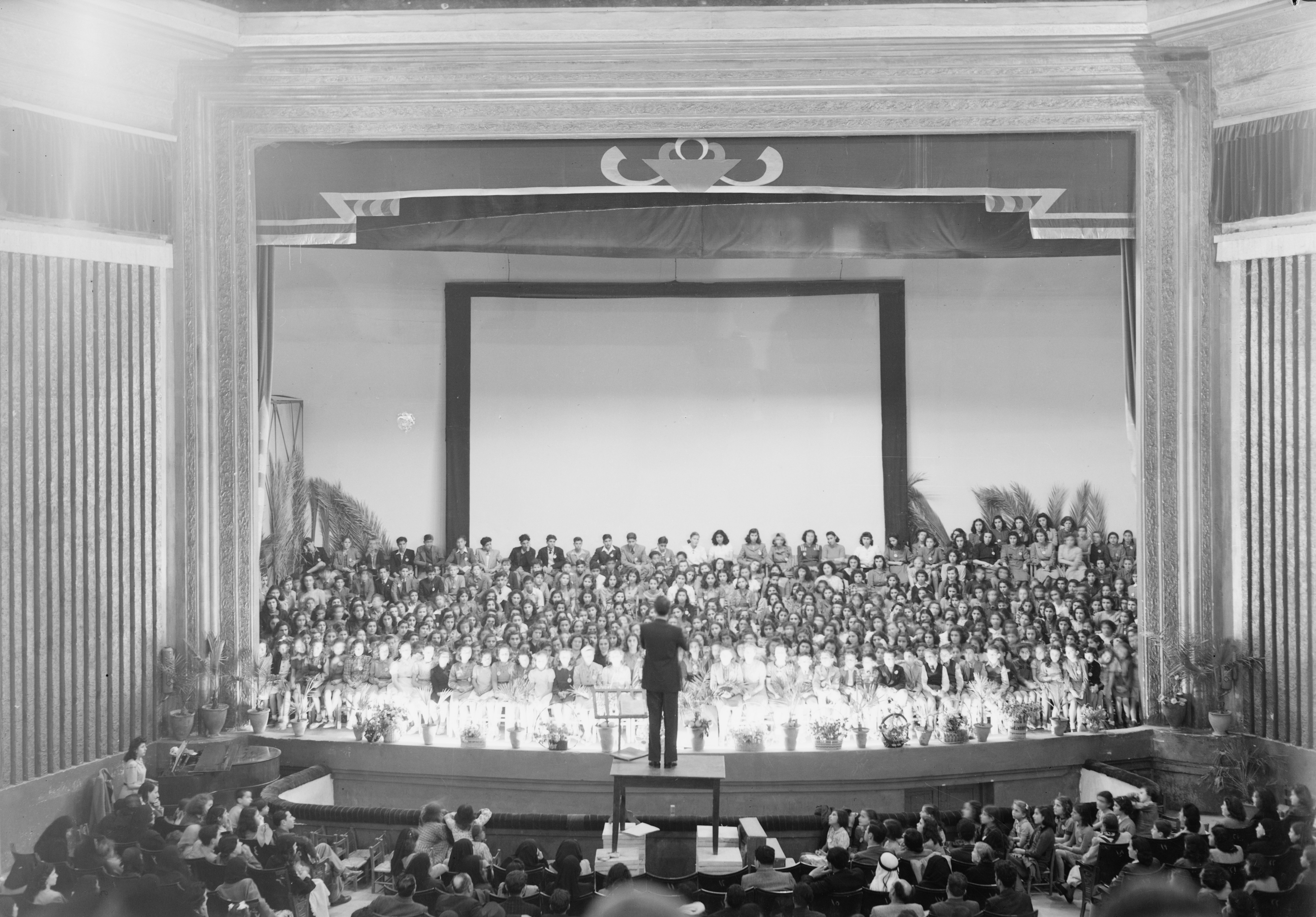
حفلة موسيقية في سينما الحمرا في يافا، 1944

كانت سينما الحمرا تحتوي على 1100 مقعد وتراوحت أسعار بطاقات الدخول لعروض الأفلام السينمائية فيها ما بين 5 قروش للطلاب و7 قروش للمواطنين العاديين، أما أسعار بطاقات الدخول لعروض المسرحيات فكانت نصف جنيه للطلاب وثلاث أرباع للعموم كما يستدل من أحد الإعلانات المنشورة في صحيفة "الدفاع".

## العروض

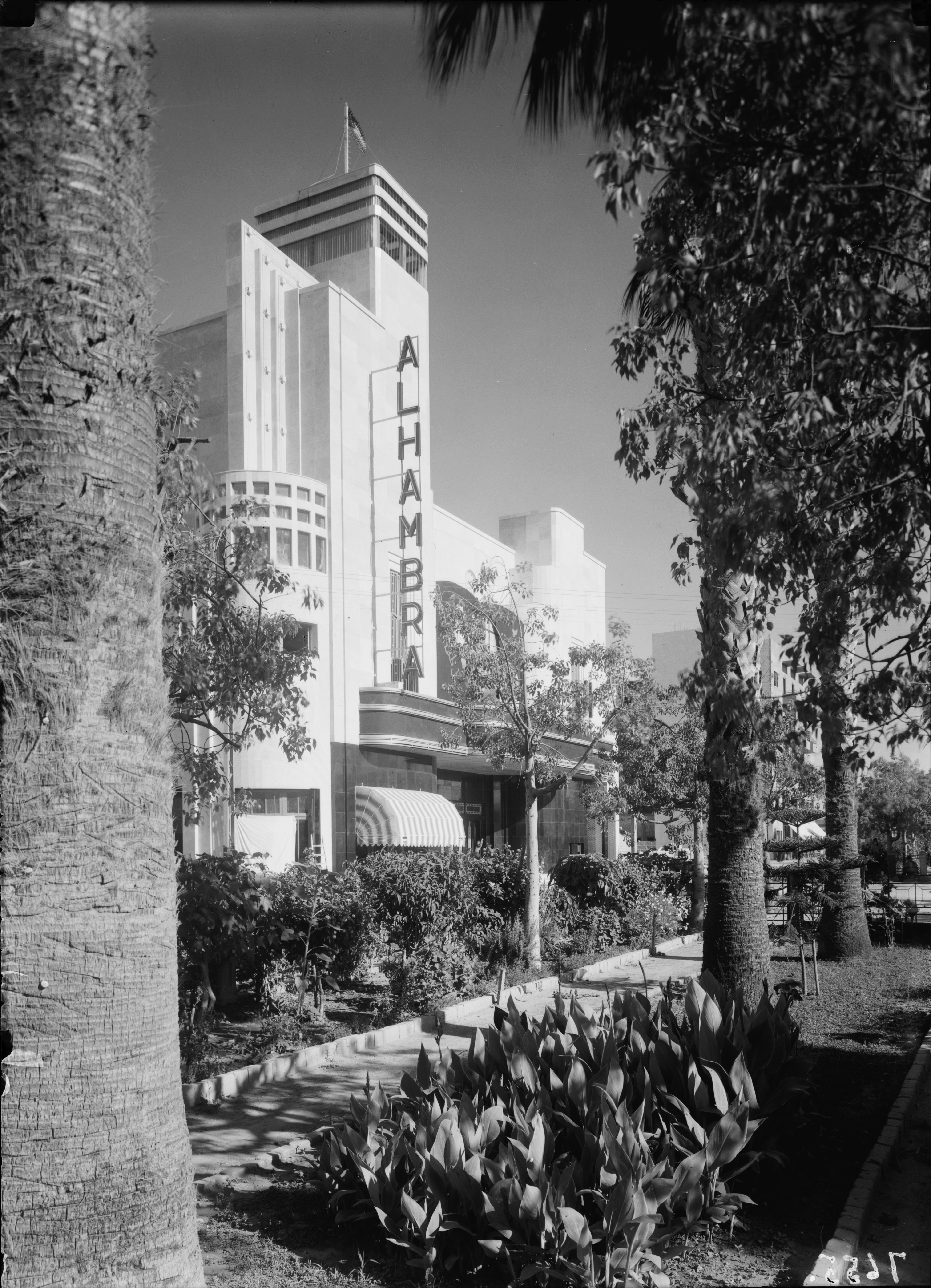
صورة تظهر لافتة السينما

في آخر إعلان أصدرته، تفاخر سينما الحمرا الوطنية في مدينة يافا أنه بعد شهر ونيف فقط على الإعلان عن فيلم عودة طاقية الإخفاء في صالات العرض في مصر، حتى تعلن عن عرض خاص، هو الأول في فلسطين. وفي إعلان في الصحيفة ذاتها تدعو سينما الرشيد في يافا لفيلم الموسم: "غنى حرب"، من تمثيل: إلهام حسين، وبشارة واكيم، وعزيز عثمان، وحسن فايق، وهاجر حمدي.

## سينما الحمرا بعد النكبة
تعرض المبنى بعد النكبة للكثير من التغييرات عملت خلاله عدة مؤسسات مختلفة منها مسرح محلي، وفرع لبنك "دسكونت"، ومصالح أخرى.
أخيرًا تم شراء المبنى من قبل مجموعة الساينتولوجي وهي مجموعة عالمية انفصلت عن الكنيسة وانشأت مذهباً خاصاً بها، وهي لا تعترف بالكنيسة والديانات الأخرى.